# Krisztina Passuth
Dans le nom hongrois Passuth Krisztina, le nom de famille précède le prénom, mais cet article utilise l’ordre habituel en français Krisztina Passuth, où le prénom précède le nom.
Pour les articles homonymes, voir Passuth.
Krisztina Passuth, née le 27 avril 1937 à Budapest, est une historienne de l'art hongroise.

## Biographie
Krisztina Passuth est la fille de l'écrivain hongrois László Passuth. Elle suit des études d'histoire et d'histoire de l'art à l'université Loránd Eötvös (ELTE). En 1962, elle est conservateur de la Galerie nationale hongroise, et en 1966 conservateur du musée des beaux-arts de Budapest où elle dirige les expositions des Modernes. Elle part pour la France en 1977 et travaille pour le Centre Georges-Pompidou. Devenue conservateur du musée d'art moderne de la ville de Paris, elle est docteur en histoire de l'art (Paris, 1987). Elle acquiert une notoriété internationale par sa connaissance et ses études comparatives de l'art avant-gardiste européen du XXe siècle. Après la révolution de velours, elle retourne en Hongrie en 1992 et devient professeur à la chaire d'histoire de l'art à l'ELTE de Budapest. Elle reçoit le prix Németh Lajos en 2001 et le prix Széchenyi en 2010.

## Publications
(Liste non exhaustive)
- A Nyolcak festészete, 1967.
- Art du XXe siècle, Krisztina Passuth, Dénes Pataky, 1978.
- Moholy-Nagy, 1985.
- Les Avant-Gardes de l'Europe centrale, 1907-1927, Flammarion, 1987.